# Julie J. Chung
Julie J. Chung ( hangul: 줄리 정  ), nome de nascimento como Chung Ji-yoon ( hangul: 정지윤  ), é um diplomata coreano-americano e secretário adjunto interino do Bureau de Assuntos do Hemisfério Ocidental (WHA) do Departamento de Estado dos tendo atuado anteriormente como Secretário Adjunto Principal Adjunto). Em sua primeira missão no exterior em Guangzhou, China, Chung serviu posteriormente em vários cargos no Japão, Vietname, Tailândia, Camboja, Colômbia e Iraque .
Em 15 de junho de 2021, Joe Biden nomeou Chung para servir como Embaixador dos Estados Unidos no Sri Lanka e nas Maldivas .

## Juventude e família
Nascida em Seul, Coreia do Sul, Chung imigrou para a Califórnia com sua família em 1977 aos 5 anos de idade . Seu pai, Jay H. Chung (hangul: 정재훈; hanja: 鄭載勳) é um cientista espacial. A irmã dela, Connie (hangul: 정윤경) atuou como produtora em uma estação de transmissão em San Francisco. Nascida em Huntington Beach, Califórnia, Julie Chung é bacharel em Ciências Políticas pela University of California, San Diego e tem mestrado em Relações Internacionais pela Columbia University . Ela aprendeu cantonês, coreano, japonês, vietnamita, khmer, espanhol  e tailandês .

## Carreira
Depois de ingressar no Serviço de Relações Exteriores em 1996, o primeiro cargo de Chung no exterior foi como funcionário consular no Consulado Geral dos Estados Unidos em Guangzhou, China . Na Embaixada dos Estados Unidos em Tóquio, Japão, ela trabalhou como oficial de comércio bilateral para os setores de aviação civil e automotivo . Enquanto foi destacada para o Escritório de Assuntos Coreanos, Escritório de Assuntos do Leste Asiático e Pacífico (EAP / K), ela viajou frequentemente para Pyongyang, Coreia do Norte, representando o grupo de trabalho dos EUA para a Organização para o Desenvolvimento de Energia da Península Coreana (KEDO) . Em abril de 2003, ela atuou como Assistente Especial para EAP de Richard Armitage, Secretário de Estado Adjunto . Na Embaixada de Hanói, no Vietnã, ela atuou como Assistente de Relações Públicas, e mais tarde como coordenadora da Cooperação Econômica Ásia-Pacífico (APEC).  Durante seu mandato como Conselheira Política Adjunta na Embaixada de Bogotá, Colômbia, ela administrou o maior programa de extradição do governo dos Estados Unidos, bem como a representante dos Estados Unidos no Grupo dos 24 (G-24). Em Bagdá, Iraque, ela serviu como Chefe de Gabinete coordenando a assistência civil-militar estrangeira com 13 agências e seções .
Em agosto de 2014, Chung foi designado Chefe Adjunto da Missão (DCM) da Embaixada de Phnom Penh. Em agosto de 2017, ela foi transferida de volta aos Estados Unidos para atuar como Diretora do Escritório de Assuntos Japoneses (EAP / J). e atuou como Secretário Adjunto Interino de fevereiro a setembro de 2018. Desde novembro de 2018, ela assumiu o cargo de Principal Subsecretária Adjunta do Escritório de Assuntos do Hemisfério Ocidental .